# Monarquía de Bélgica

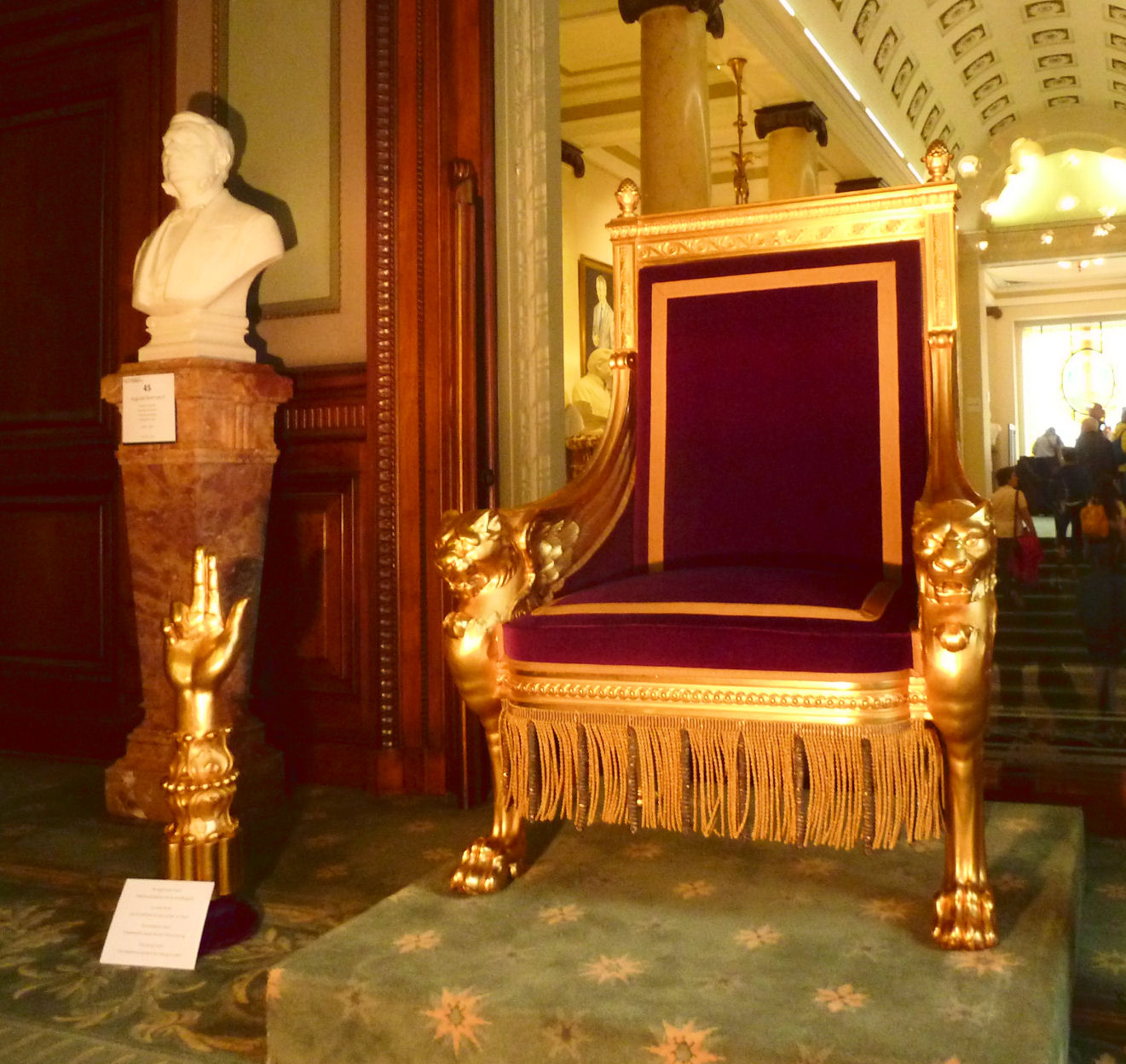
Trono del Rey

La monarquía de Bélgica es una monarquía constitucional, popular y hereditaria cuyo titular tiene el tratamiento de rey o reina de los belgas  (Koning/in der Belgen en neerlandés, Roi/Reine des Belges en francés y König/in der Belgier  en alemán) y es el jefe de Estado. Desde la independencia del país en 1830 ha habido siete reyes en Bélgica.
El actual titular, Felipe de Bélgica, se convirtió en rey el 21 de julio de 2013.

## Orígenes
Cuando Bélgica obtuvo la independencia en 1830, el Congreso Nacional eligió la monarquía constitucional como forma de gobierno para el nuevo país. El congreso votó sobre esa cuestión el 22 de noviembre de 1830, imponiéndose la monarquía por 174 votos a favor y 13 en contra. En febrero de 1831, el Congreso nominó al príncipe Luis de Orleans; hijo del rey Luis Felipe I de Francia, pero consideraciones internacionales disuadieron a Luis Felipe de aceptar esta monarquía para su hijo.
Tras su negativa, el Congreso Nacional nombró el 25 de febrero de 1831 a Erasmo Luis Surlet de Chokier regente del reino. Finalmente se designó rey de los belgas a Leopoldo de Sajonia Coburgo, que juró la constitución ante la iglesia de Santiago del palacio de Coudenberg (Bruselas) el 21 de julio, fecha que desde entonces es fiesta nacional en el país.

## Sistema hereditario y constitucional
Como monarquía hereditaria y constitucional, el papel y las actividades de la monarquía belga están gobernados por la Constitución de Bélgica. El título de rey está reservado exclusivamente a los descendientes del primer rey de los belgas, Leopoldo I.
Al estar limitado por la Constitución, por encima de consideraciones ideológicas y religiosas, opiniones y debates políticos, e intereses económicos, el rey debe actuar como árbitro y guardián de la unidad nacional y la independencia belga. Los monarcas belgas se coronan con una ceremonia de juramento del cargo puramente civil.
El reino de Bélgica nunca ha sido una monarquía absoluta. No obstante, en 1961, el historiador Ramón Arango afirmó que la monarquía belga no es «realmente constitucional».

### Leopoldo I, Leopoldo II y Alberto I
El rey Leopoldo I asumió la responsabilidad de los Asuntos Exteriores «como un monarca del Antiguo Régimen», mientras que los ministros de Exteriores solo tenían autoridad para actuar como representantes del rey. Leopoldo I se convirtió en uno de los principales accionistas de la Société Générale de Belgique.
A Leopoldo II, hijo del anterior, se le conoce principalmente por la fundación y explotación del Estado Libre del Congo, donde se impuso un régimen de terror que provocó un escándalo mundial al conocerse las violaciones de los derechos humanos cometidas en la colonia. Millones de congoleños fueron asesinados como consecuencia de las políticas de Leopoldo II en el Congo.
Leopoldo II expresó públicamente en varias ocasiones su desacuerdo con el gobierno electo (por ejemplo, en 1887 y en 1905, siendo primer ministro Auguste Beernaert), y fue acusado por Yvon Gouet de no acatar el sistema parlamentario del país. De forma similar, Alberto I declaró estar al mando del ejército belga en contra de la opinión de su primer ministro Charles de Broqueville, pasando por alto la Constitución de Bélgica.

### Leopoldo III y Balduino I
Louis Wodon, jefe de gabinete de Leopoldo III entre 1934 y 1940, pensaba que el juramento de la Constitución implicaba que la posición del rey estuviera «por encima de la Constitución». Comparaba al rey con un padre, un cabeza de familia. «Respecto a la misión moral del rey», dice Arango, «es permisible señalar cierta analogía entre su papel y el de un padre, y en general entre los padres de una familia. La familia es, por supuesto, una institución legal, al igual que lo es el Estado. Pero ¿qué familia sería si entre los que la componen todo se limitara a una relación legal? Cuando en una familia solo se considera la relación legal, nos acercamos mucho a un quebranto de los vínculos morales basados en el afecto recíproco sin los que una familia sería igual que cualquier otra frágil asociación». Según Arango, Leopoldo III compartía esta opinión sobre la monarquía belga.
En 1991, hacia el final del reinado de Balduino I, el senador Yves de Wasseige, antiguo miembro del Tribunal Constitucional de Bélgica, citó cuatro elementos de democracia que no existen en la constitución belga: 1. el rey elige a los ministros,  2. el rey puede influenciar a los ministros cuando discute con ellos sobre leyes, proyectos y nombramientos, 3. el rey promulga leyes, y 4. el rey debe estar de acuerdo con cualquier cambio en la Constitución.

### Circunstancias constitucionales, políticas e históricas
La monarquía belga fue desde el principio una monarquía constitucional, según el patrón de la británica. Raymond Fusilier afirma que el régimen belga de 1830 también se inspiró en la Constitución francesa de 1791, la Declaración de Independencia de los Estados Unidos de 1776 y en las antiguas tradiciones políticas de las provincias belgas de Flandes y Valonia. «Debe señalarse que todas las monarquías han sufrido periodos de cambio, a resultas de los cuales, se redujo el poder del soberano, pero en general, esos periodos han ocurrido antes del desarrollo del sistema de monarquía constitucional, y fueron pasos que condujeron a su establecimiento».
En Bélgica, «la monarquía sufrió una evolución tardía» que llegó «después del establecimiento del sistema de monarquía constitucional» porque entre 1830 y 1831, se fundaron simultáneamente un estado independiente, un sistema parlamentario y una monarquía parlamentaria.
Para Raymond Fusilier, la monarquía belga debía colocarse –al menos en su origen– entre los regímenes en los que el rey gobierna y los regímenes en los que el rey no gobierna, sino que solo reina. La monarquía belga se acerca al principio de «el rey no gobierna», pero no es solo simbólica, sino que el rey participa dirigiendo asuntos de estado, siempre que su opinión coincida con la de los ministros, que son los únicos responsable de la política del gobierno. Para Francis Delpérée, reinar no solo significa presidir ceremonias, sino también tomar parte en el gobierno del estado. El historiador belga Jean Stengers escribió que «algunos extranjeros creen que la monarquía es indispensable para la unidad nacional. Es una opinión muy ingenua. El rey es solo una pieza del tablero, pero una pieza importante».

## Lista de reyes de los belgas
Hasta la fecha, todos los reyes de Bélgica han pertenecido a la Casa de Sajonia-Coburgo y Gotha
|   | Nombre                                                                | Imagen | Nacimiento y muerte | Reinado                                                            | Matrimonios | Línea sucesoria |
| - | --------------------------------------------------------------------- | ------ | --- | ------------------------------------------------------------------ | --- | --- |
| — | Erasmo Luis Surlet de Chokier Regente                                 |        | Lieja, 27 de noviembre de 1769 (Príncipe de Lieja) – Gingelom, 7 de agosto de 1839 (69 años)                                            | 25 de febrero de 1831 – 20 de julio de 1831 (145 días)             | | Elegido por el Congreso Nacional de Bélgica para presidir el gobierno provisional de febrero de 1831. Después de que el Reino Unido rechazara la candidatura de Luis de Orleans al trono belga, Erasmo Luis Surlet de Chokier se convierte en regente del reino en espera del nombramiento de un candidato, que será designado en julio de 1831. |
| 1 | Leopoldo I                                                            |        | 16 de diciembre de 1790 Ducado de Sajonia-Coburgo-Saalfeld (Sacro Imperio Romano Germánico) – Laeken, 10 de diciembre de 1865 (74 años) | 21 de julio de 1831 – 10 de diciembre de 1865 (34 años)            | (1) Carlota Augusta de Gales 2 de mayo de 1816 (un hijo, nacido muerto) (2) Luisa María de Orleans 9 de agosto de 1832 (4 hijos) | Hijo del duque Francisco de Sajonia-Coburgo-Saalfeld, Leopoldo I se convierte en 1831 en el primer Rey de los belgas y funda la dinastía real de Bélgica. |
| 2 | Leopoldo II                                                           |        | Bruselas, 9 de abril de 1835 – Laeken, 17 de diciembre de 1909 (74 años)                                                                | 17 de diciembre de 1865 – 17 de diciembre de 1909 (44 años)        | María Enriqueta de Austria 22 de agosto de 1853 (4 hijos)                                                                        | Segundo hijo del anterior y de la reina Luisa de Orleans, en 1865 el príncipe Leopoldo se convierte en el segundo rey de los belgas. Leopoldo II fue también el primer y único rey del Congo |
| 3 | Alberto I                                                             |        | Bruselas, 8 de abril de 1875 – Marche-les-Dames, 17 de febrero de 1934 (58 años)                                                        | 23 de diciembre de 1909 – 17 de febrero de 1934 (24 años)          | Isabel Gabriela de Baviera 2 de octubre de 1900 (3 hijos)                                                                        | A falta de herederos masculinos, la corona pasa al príncipe Alberto, sobrino de Leopoldo II, hijo de su hermano Felipe, Conde de Flandes y de María de Hohenzollern-Sigmaringen |
| 4 | Leopoldo III                                                          |        | Bruselas, 3 de noviembre de 1901 – Woluwe-Saint-Lambert, 25 de septiembre de 1983 (81 años)                                             | 23 de febrero de 1934 – 16 de julio de 1951 (abdicación) (17 años) | (1) Astrid de Suecia 4 de noviembre de 1926 (3 hijos) (2) Lilian Baels 6 de diciembre de 1941 (3 hijos)                          | Hijo del anterior, Leopoldo III se convierte en el cuarto rey de los belgas a partir de 1934. Tras su exilio, abdica en 1951. |
|   | Carlos de Bélgica, conde de Flandes Príncipe regente por Leopoldo III |        | Bruselas, 10 de octubre de 1903 – Raversijde, 1 de junio de 1983 (79 años)                                                              | 20 de septiembre de 1944 – 20 de julio de 1950 (5 años)            | Soltero | Tras la II Guerra Mundial (1944-1950), el rey Leopoldo III parte al exilio, y la regencia recae sobre Carlos de Bélgica, conde de Flandes. |
| 5 | Balduino                                                              |        | Laeken, 7 de septiembre de 1930 – Motril (España), 31 de julio de 1993 (62 años)                                                        | 17 de julio de 1951 – 31 de julio de 1993 (42 años)                | Fabiola de Mora y Aragón 15 de diciembre de 1960 (sin hijos)                                                                     | Hijo de Leopoldo III, Balduino se convierte en el quinto rey de Bélgica en 1951. Al morir sin herederos, la corona pasa a su hermano Alberto. |
| 6 | Alberto II                                                            |        | Laeken, 6 de junio de 1934 | 9 de agosto de 1993 – 21 de julio de 2013 (abdicación) (20 años)   | Paola Ruffo di Calabria 2 de julio de 1959 (3 hijos)                                                                             | Hermano del precedente, Alberto II se convierte en rey en 1993. El 3 de julio de 2013 renuncia al trono, siendo el segundo rey de Bélgica en abdicar. Su hijo Felipe le sucede el 21 de julio de 2013 |
| 7 | Felipe                                                                |        | 15 de abril de 1964 | 21 de julio de 2013 Rey actual                                     | Mathilde d'Udekem d'Acoz 4 de diciembre de 1999 (4 hijos)                                                                        | Hijo del anterior, el príncipe Felipe de Bélgica se convirtió en rey el día de la fiesta nacional belga de 2013. |

## Título
El título del monarca belga es rey de los belgas, y no rey de Bélgica. El título rey de los belgas denota una monarquía popular vinculada al pueblo de Bélgica (es decir, una jefatura de Estado hereditaria, pero ratificada por la voluntad popular). Por el contrario, el título de rey de Bélgica indicaría una monarquía constitucional normal, o una monarquía absoluta vinculada a un territorio o estado. Por ejemplo, en 1830, Luis Felipe I de Francia fue proclamado rey de los franceses, y no rey de Francia. El rey de Grecia también llevaba el título de rey de los helenos, indicando un vínculo personal con el pueblo, no solo con el estado. Además, la traducción latina de rey de Bélgica sería Rex Belgii, que desde 1815 es el título que portan los reyes de los Países Bajos. Por tanto, los separatistas belgas (es decir, los fundadores del país) eligieron Rex Belgarum.
Bélgica es la única monarquía europea que no aplica la tradición de que el nuevo monarca ascienda automáticamente al trono a la muerte o abdicación del anterior. Según el artículo 91 de la Constitución de Bélgica, el rey accede al trono solo después de prestar juramento en una sesión conjunta de ambas Cámaras Federales de Bélgica. Esta sesión debe celebrarse dentro de los 10 días siguientes a la muerte o abdicación del rey. El nuevo monarca está obligado a prestar este juramento constitucional: «Juro observar la Constitución y las leyes del pueblo belga, mantener la independencia nacional y la integridad del territorio», que se pronuncia en las tres lenguas oficiales del país: francés, neerlandés y alemán.
A los miembros de la familia real belga se les suele conocer por su nombre en francés y en flamenco. Por ejemplo, el actual monarca se llama Philippe en francés y Filip en flamenco; el 5° rey de los belgas era Baudouin en francés y Boudewijn en flamenco. En alemán, la tercera lengua oficial, se denomina al rey por su nombre en francés.
A diferencia de lo que sucede con el título de rey, los príncipes herederos llevan el título de príncipes de Bélgica, ya que no existe el de príncipe de los belgas. El título tradicional del heredero al trono es el de duque de Brabante, y este título precede al de príncipe de Bélgica.
En 1920, tras la I Guerra Mundial, y como resultado del fuerte sentimiento antialemán, el apellido de la familia real cambió de Sajonia-Coburgo y Gotha a van België, de Belgique o von Belgien («de Bélgica»), según cuál de las tres lenguas oficiales se utilice. Este es el apellido que emplean los miembros de la familia real en sus tarjetas y en los documentos oficiales. Además de este cambio de apellido, se eliminaron las armas de Sajonia del escudo real belga.

## Papel constitucional

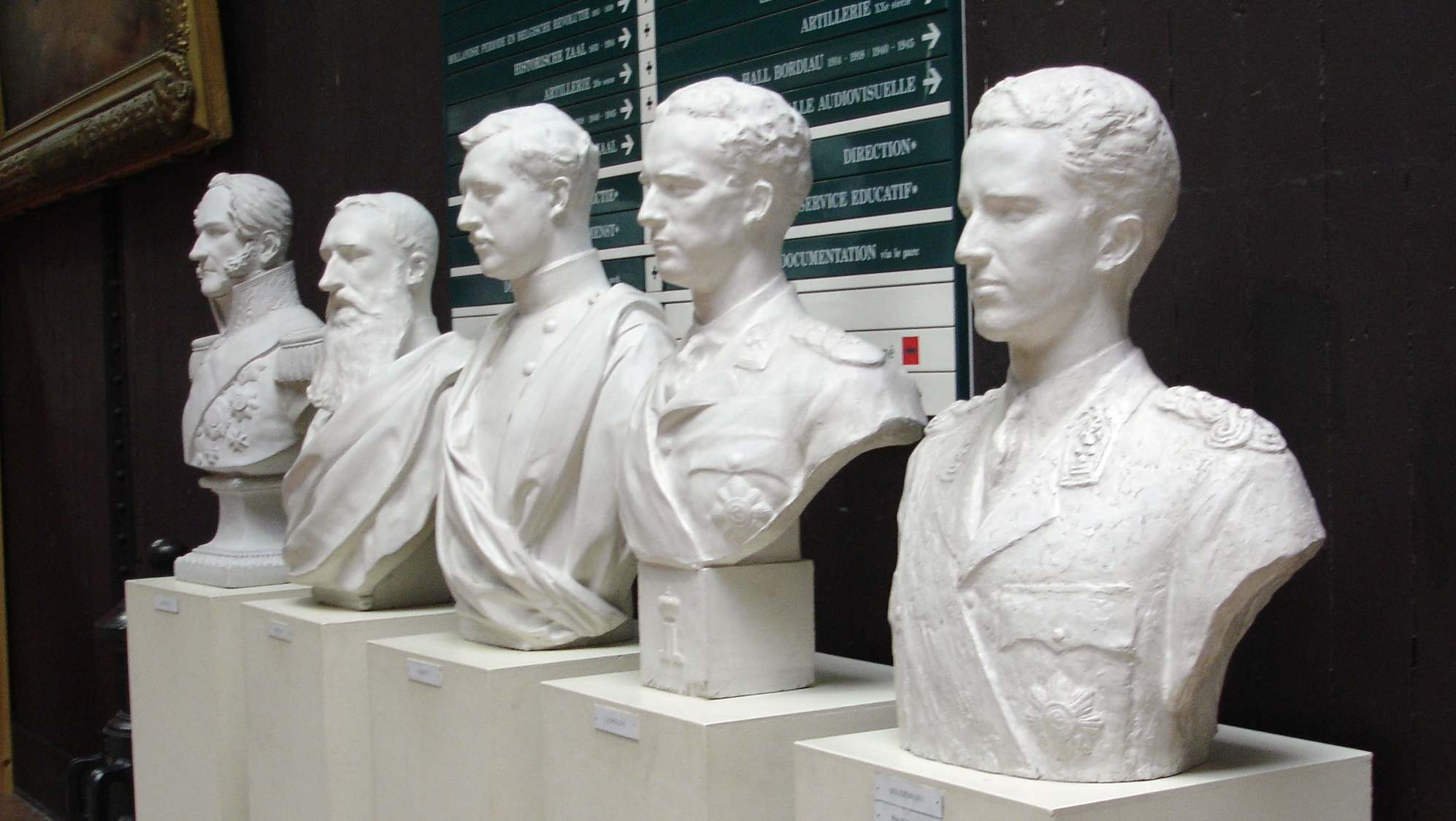
Bustos de los cinco primeros reyes de los belgas

La monarquía belga simboliza y mantiene el sentimiento de unidad nacional representando al país en funciones públicas y reuniones internacionales.
Además, el monarca tiene numerosas responsabilidades en el proceso de formación del gobierno. El procedimiento suele comenzar cuando el rey nombra un informateur, que tiene la función oficial de informar al rey de los partidos políticos que podrían formar gobierno. Tras esta fase, el rey puede nombrar otro informateur o bien un formateur, que estará encargado de formar un nuevo gobierno del que habitualmente se convierte en primer ministro.
La Constitución de Bélgica da al monarca poderes ejecutivos federales: el nombramiento y cese de ministros, la implementación de las leyes aprobadas por el Parlamento Federal belga, la presentación de proyectos de ley al Parlamento y la gestión de las relaciones internacionales. El rey sanciona y promulga todas las leyes aprobadas por el parlamento. De acuerdo al artículo 106 de la Constitución, el monarca no puede actuar sin la firma del ministro responsable, que al hacerlo asume la responsabilidad política. Esto significa que el gobierno federal es el que ejerce al poder ejecutivo federal y es responsable ante la Cámara de Representantes, según indica el artículo 101 de la Constitución.
El rey recibe al primer ministro en su despacho al menos una vez a la semana, y también se reúne con otros miembros del gobierno para discutir asuntos políticos. Durante estas reuniones, el rey tiene el derecho a ser informado de las propuestas políticas gubernamentales, a aconsejar y a advertir de cualquier asunto que crea conveniente. El monarca se reúne también con los líderes de los principales partidos políticos y con otros miembros del parlamento. El gabinete político del rey, que forma parte de la Casa Real, organiza todas estas reuniones.
El rey es el capitán general de las Fuerzas Armadas belgas, y nombra a los altos cargos, después de que el ministro de Defensa le haga llegar los nombres de los nominados. El rey lleva a cabo sus obligaciones militares con ayuda de la Casa Militar, dirigida por un general.
El rey es también uno de los tres componentes del poder legislativo federal, junto con las dos cámaras del Parlamento belga: la Cámara de Representantes y el Senado. Todas las leyes aprobadas por el Parlamento Federal deben ser firmadas y promulgadas por el rey.

## Inviolabilidad

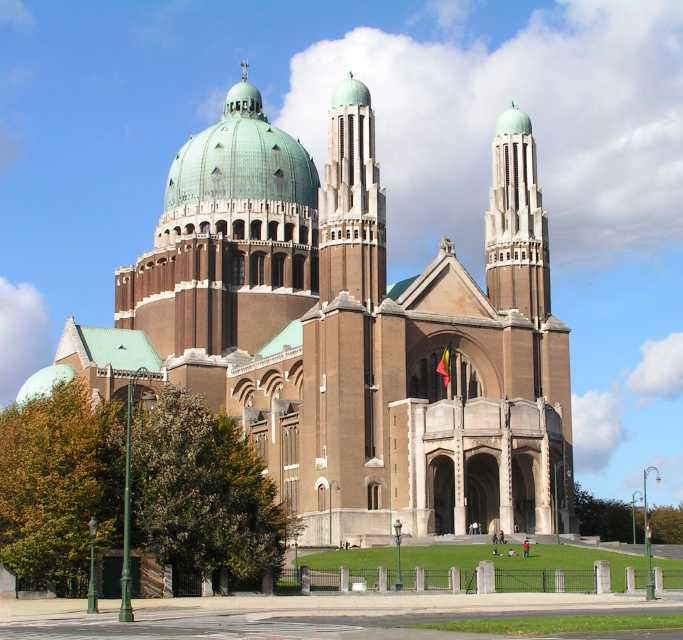
Basílica del Sagrado Corazón, en Bruselas, que es la basílica nacional de Bélgica

El artículo 88 de la Constitución belga contempla que «La persona del rey es inviolable; sus ministros son responsables». Esto significa que el rey no puede ser encausado, arrestado o condenado por delitos, no puede ser convocado por un tribunal civil y no es responsable ante el Parlamento Federal. No obstante, esta inviolabilidad se ha juzgado incompatible con el artículo 27 del Estatuto de Roma de la Corte Penal Internacional, que establece que «el cargo oficial de una persona (...) en ningún caso la eximirá de responsabilidad penal».

## Casa real
La Casa Real (La Maison du Roi en francés, Het Huis van de Koning en neerlandés, Das Haus des Königsen en alemán) se reorganizó en 2006. Está formada por siete departamentos autónomos y el Comité de Dirección de la Corte. Cada departamento tiene un jefe que responde ante el rey. Estos son los actuales departamentos de la Casa Real:
- Departamento de Asuntos Económicos, Sociales y Culturales
- Gabinete del rey
- Casa Militar del rey
- Lista Civil del rey
- Departamento de Relaciones Exteriores
- Departamento de Protocolo de la Corte
- Departamento de Peticiones

El jefe de Gabinete es responsable de los asuntos políticos y administrativos, y de las reuniones con el gobierno, sindicatos y organizaciones industriales. También mantiene al rey al día de los acontecimientos, informándole de cualquier aspecto de la vida en Bélgica. Propone y prepara audiencias, ayuda en la preparación de discursos e informa al rey de los acontecimientos internacionales. Está asistido por el Consejero Legal, el Interino, el de Prensa y el de Archivos. El actual jefe de Gabinete es el barón Frans Van Daele, antiguo jefe de gabinete del presidente del Consejo Europeo, Herman Van Rompuy.

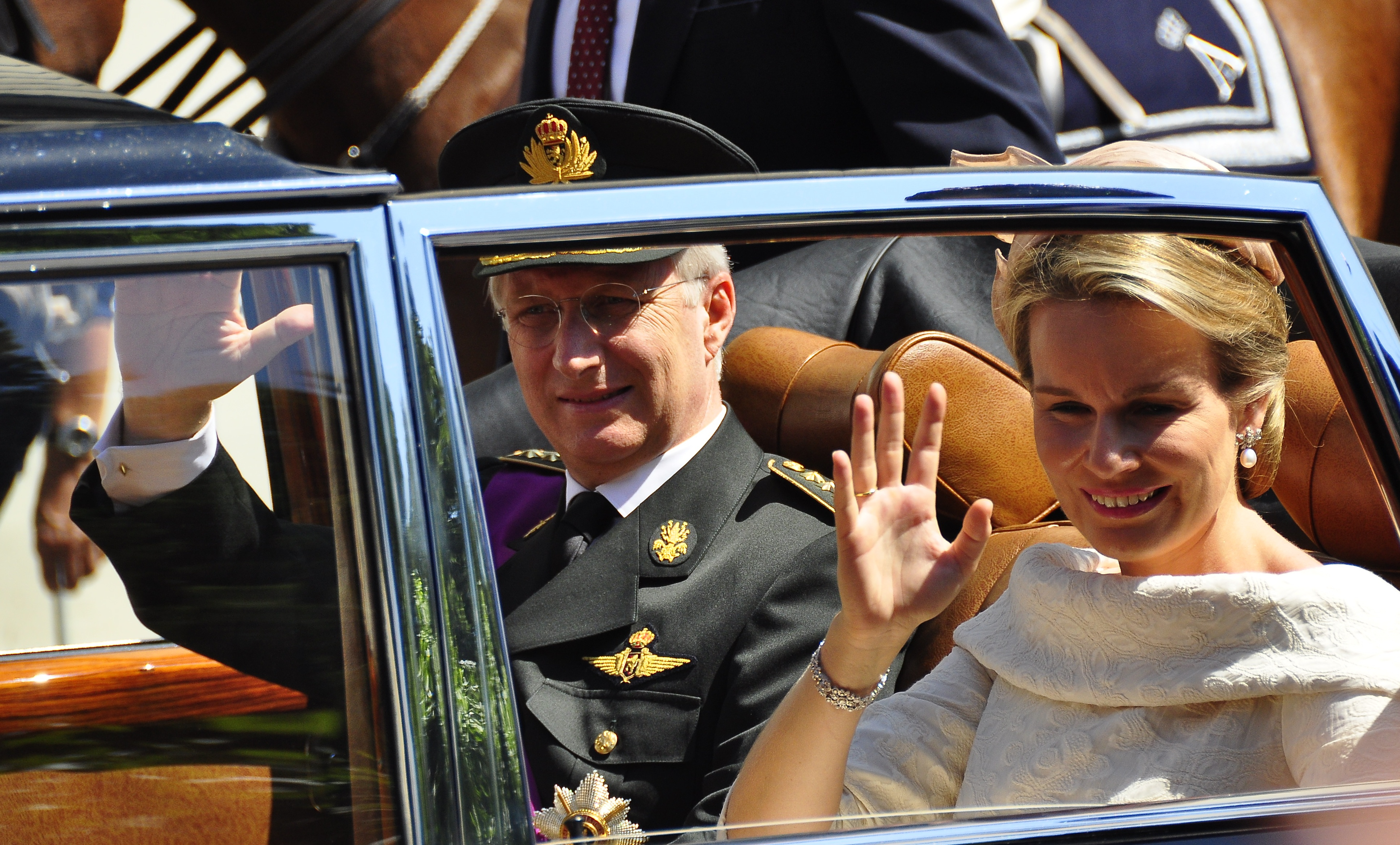
El rey Felipe y la reina Matilde saludan al público en Bruselas, tras el juramento de Felipe como nuevo rey de Bélgica, el 21 de julio de 2013

El jefe de la Casa Militar asiste al rey en sus obligaciones en materia de defensa. Informa al rey sobre cualquier asunto de seguridad, políticas de defensa, los puntos de vista de los principales países socios de Bélgica y de cualquier asunto que afecte a las Fuerzas Armadas Belgas. Organiza los contactos con el ejército, asesora en asuntos policiales y de investigación científica y coordina actividades con asociaciones patrióticas y antiguo personal de servicio. La Casa Militar también es responsable de gestionar el sistema informático de palacio. El actual jefe de este departamento es el general Jef Van den Put, ayudado por un consejero, el teniente coronel de aviación Serge Vassart. Los edecanes y los caballerizos del rey también dependen de la Casa Militar.
Los edecanes o ayudas de campo del rey son oficiales de alto rango elegidos por el monarca y encargados de realizar ciertas labores en su nombre, como por ejemplo, representarlo en algunos acontecimientos. Los caballerizos del rey son jóvenes oficiales que se turnan en preparar ciertas actividades del rey, le informan sobre cualquier aspecto que pueda ser importante para él y realizan otros servicios útiles, como anunciar a los visitantes. Los caballerizos acompañan al rey en sus viajes, excepto en los de naturaleza estrictamente privada.
El intendente de la Lista Civil del rey es responsable de gestionar los recursos materiales, financieros y humanos de la Casa del Rey. Le ayudan el comandante de los Palacios Reales, el tesorero de la Lista Civil y el consejero de la Lista Civil. El intendente también asesora al rey en temas de energía, ciencia y cultura, y administra los derechos reales de caza. El comandante de los Palacios Reales es el principal encargado, en estrecha colaboración con el jefe de Protocolo, del apoyo logístico de las actividades, así como del mantenimiento y limpieza de palacios, castillos y residencias reales. También es director de Cacerías Reales.
El jefe de Protocolo se encarga de la organización de los compromisos públicos de los reyes, como audiencias, recepciones y banquetes oficiales en palacio, además de otras actividades oficiales en el exterior. Cuenta con la ayuda del secretario de la reina, que es el principal responsable de proponer y preparar las audiencias y visitas de la reina

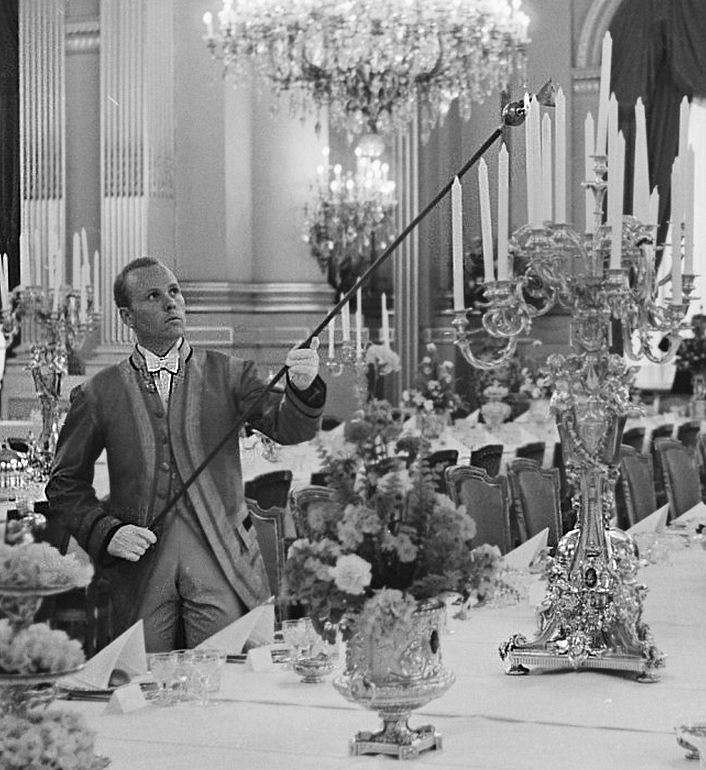
El palacio real, que se utiliza en actos estatales de la corte

El jefe del departamento de Asuntos Económicos, Sociales y Culturales asesora al rey en estos campos. También es responsable de coordinar las distintas Casas y servicios y organizar el desarrollo de las reuniones del Comité Directivo. El jefe del departamento de Relaciones Exteriores informa al rey de lo que sucede en la política internacional, asiste a rey desde un punto de vista diplomático en las visitas reales al extranjero y prepara las audiencias del rey en el ámbito internacional. También es responsable de mantener contactos con las misiones diplomáticas extranjeras. El jefe del Departamento de Peticiones se encarga de procesar las solicitudes y ruegos de ayuda social dirigidos al rey, la reina y otros miembros de la familia real. También es responsable del análisis y coordinación de los favores reales y de las actividades relacionadas con los aniversarios, y asesora al rey en los campos de su incumbencia.
La policía federal se ocupa de la protección personal del rey y su familia, de la vigilancia de las propiedades reales y de la seguridad del Palacio Real, dirigida por un comisario jefe.

## Miembros de la familia real belga
Los miembros de la familia real tienen el título de príncipe o princesa de Bélgica, con tratamiento de alteza real. Antes de la I Guerra Mundial, utilizaban el título adicional de príncipe o princesa de Sajonia-Coburgo y Gotha y duque o duquesa de Sajonia, como miembros de la Casa de Wettin.

### El rey y su consorte
| MIEMBRO       | ESCUDO | PERFIL | EDAD |
| ------------- | ------ | --- | ---- |
| Rey Felipe    |        | Rey de los belgas. Nace en Bruselas, Bélgica el 15 de abril de 1960 accede al trono tras la abdicación de su padre el rey Alberto II el 21 de julio de 2013.                                                        | 64   |
| Reina Matilde |        | Reina consorte de los belgas. Nace en Uccle, Bélgica el 20 de enero de 1973 y accede a la casa real belga tras su boda con Felipe el 20 de enero de 1973. Se convierte en el reina consorte el 21 de julio de 2013. | 52   |

#### Los hijos del rey
| MIEMBRO          | PERFIL | EDAD |
| ---------------- | --- | ---- |
| Princesa Isabel  | Princesa heredera y duquesa de Brabante. Nace en Bruselas, Bélgica el 25 de octubre de 2001 y es la primera en la línea de sucesión al trono belga al ser la primogénita de los reyes. | 23   |
| Príncipe Gabriel | Príncipe de Bélgica. Nace en Bruselas, Bélgica el 20 de agosto de 2003 y actualmente es el segundo en la línea de sucesión al trono belga.                                             | 21   |
| Príncipe Manuel  | Príncipe de Bélgica. Nace en Bruselas, Bélgica el 4 de octubre de 2005 y actualmente es el tercero en la línea de sucesión al trono belga.                                             | 19   |
| Princesa Leonor  | Princesa de Bélgica. Nace en Bruselas, Bélgica el 16 de abril de 2008 y actualmente es la cuarta en la línea de sucesión al trono belga.                                               | 16   |

### Otros miembros de la familia real
| MIEMBRO                  | PERFIL | EDAD |
| ------------------------ | --- | ---- |
| Rey Alberto II           | Rey de los belgas. Nace en Bruselas, Bélgica el 6 de junio de 1934 y se convierte en rey tras la muerte de su hermano, el rey Balduino, el 9 de agosto de 1993 hasta su abdicación el 21 de julio de 2013.                                                                         | 90   |
| Reina Paola              | Reina consorte de los belgas. Nace en Forte dei Marmi, Italia el 11 de septiembre de 1937 y accede a la casa real belga tras su boda con Alberto el 2 de julio de 1959. Es la reina consorte desde el 9 de agosto de 1993 hasta la abdicación de su marido el 21 de julio de 2013. | 87   |
| Princesa Astrid          | Princesa de Bélgica y archiduquesa consorte de Austria-Este. Nace en Bruselas, Bélgica el 5 de junio de 1962 siendo hija del rey Alberto II y la reina Paola. | 62   |
| Archiduque Lorenzo       | Archiduque de Austria-Este. Nace en Boulogne-Billancourt, Francia el 16 de diciembre de 1955 y accede a la casa real belga tras su boda con la princesa Astrid el 22 de septiembre de 1984.                                                                                        | 69   |
| Príncipe Amadeo          | Príncipe de Bélgica y archiduque de Austria-Este. Nace en Woluwe-Saint-Lambert, Bélgica el 21 de febrero de 1986 siendo hijo de la princesa Astrid y el archiduque Lorenzo. | 38   |
| Archiduquesa Isabel      | Archiduquesa consorte de Austria-Este. Nace en Roma, Italia el 9 de septiembre de 1987 y accede a la casa real belga tras su boda con el príncipe Amadeo el 5 de julio de 2014. | 37   |
| Archiduquesa Ana         | Archiduquesa de Austria-Este. Nace el 17 de mayo de 2016 siendo hija del príncipe Amadeo y la archiduquesa Isabel. | 8    |
| Archiduque Maximiliano   | Archiduque de Austria-Este. Nace el 6 de septiembre de 2019 siendo hijo del príncipe Amadeo y la archiduquesa Isabel. | 5    |
| Archiduquesa Alicia      | Archiduquesa de Austria-Este. Nace el 2 de septiembre de 2023 siendo hija del príncipe Amadeo y la archiduquesa Isabel. | 1    |
| Princesa María Laura     | Princesa de Bélgica y archiduquesa de Austria-Este. Nace en Woluwe-Saint-Lambert, Bélgica el 26 de agosto de 1988 siendo hijo de la princesa Astrid y el archiduque Lorenzo. | 36   |
| Guillermo Isvy           | Nace en París, Francia el 9 de marzo de 1991 y accede a la casa real belga tras su boda con la princesa María Laura el 10 de septiembre de 2022. | 33   |
| Albert Isvy              | Nace en Bruselas, Bélgica el 26 de enero de 2025 siendo hijo de la princesa María Laura y el señor Guillermo Isvy. | 0    |
| Príncipe Joaquín         | Príncipe de Bélgica y archiduque de Austria-Este. Nace en Woluwe-Saint-Lambert, Bélgica el 29 de diciembre de 1991 siendo hijo de la princesa Astrid y el archiduque Lorenzo. | 33   |
| Princesa Luisa           | Princesa de Bélgica y archiduquesa de Austria-Este. Nace en Woluwe-Saint-Lambert, Bélgica el 11 de octubre de 1995 siendo hijo de la princesa Astrid y el archiduque Lorenzo. | 29   |
| Princesa Leticia         | Princesa de Bélgica y archiduquesa de Austria-Este. Nace en Woluwe-Saint-Lambert, Bélgica el 23 de abril de 2003 siendo hijo de la princesa Astrid y el archiduque Lorenzo. | 21   |
| Príncipe Lorenzo         | Príncipe de Bélgica. Nace en Bruselas, Bélgica el 19 de octubre de 1963 siendo hija del rey Alberto II y la reina Paola. | 61   |
| Princesa Clara           | Princesa consorte de Bélgica. Nace en Bath, Reino Unido el 18 de enero de 1974 y accede a la casa real belga tras su boda con el príncipe Lorenzo el 12 de abril de 2003. | 51   |
| Princesa Luisa           | Princesa de Bélgica. Nace en Woluwe-Saint-Lambert, Bélgica el 6 de febrero de 2004 siendo hija del príncipe Lorenzo y la princesa Clara. | 21   |
| Príncipe Nicolás         | Príncipe de Bélgica. Nace en Woluwe-Saint-Lambert, Bélgica el 13 de diciembre de 2005 siendo hija del príncipe Lorenzo y la princesa Clara. | 19   |
| Príncipe Emérico         | Príncipe de Bélgica. Nace en Woluwe-Saint-Lambert, Bélgica el 13 de diciembre de 2005 siendo hija del príncipe Lorenzo y la princesa Clara. | 19   |
| Princesa Delfina         | Princesa de Bélgica. Nace en Uccle, Bélgica el 22 de febrero de 1968 fruto de una relación extramatrimonial del rey Alberto II y la baronesa Sibila de Selys Longchamps. Es reconocida oficialmente como miembro de la casa real belga el 1 de octubre de 2020.                    | 56   |
| Princesa Josefina        | Princesa de Bélgica. Nace en Uccle, Bélgica el 17 de octubre de 2003 siendo hija de la princesa Delfina y el señor Jim O'Hare. | 21   |
| Príncipe Óscar           | Príncipe de Bélgica. Nace en Uccle, Bélgica el 28 de abril de 2008 siendo hijo de la princesa Delfina y el señor Jim O'Hare. | 16   |
| Princesa Léa             | Princesa de Bélgica. Nace en Bruselas, Bélgica el 2 de diciembre de 1951 y accede a la casa real belga tras su boda con el príncipe Alejandro el 4 de marzo de 1991. | 73   |
| Princesa María Cristina  | Princesa de Bélgica. Nace en Laeken, Bélgica el 6 de febrero de 1951 siendo hija del rey Leopoldo III de Bélgica y su segunda esposa la princesa Lilian. | 74   |
| Princesa María Esmeralda | Princesa de Bélgica. Nace en Laeken, Bélgica el 30 de septiembre de 1956 siendo hija del rey Leopoldo III de Bélgica y su segunda esposa la princesa Lilian. | 68   |
| Salvador Moncada         | Nace en Tegucigalpa, Honduras el 3 de diciembre de 1944 y accede a la casa real belga tras su boda con la princesa María Esmeralda el 4 de abril de 1998. | 79   |

### Árbol genealógico de la familia real belga
|                                              |                                              |                                              |                                              |                                              |                                              |  |  |                         |                         |                         |                         |                         |                         |                        |                        | Astrid de Suecia      | Astrid de Suecia      | Astrid de Suecia      | Astrid de Suecia      | Astrid de Suecia                     | Astrid de Suecia                     |                                      |                                      | Leopoldo III de Bélgica              | Leopoldo III de Bélgica              | Leopoldo III de Bélgica | Leopoldo III de Bélgica | Leopoldo III de Bélgica | Leopoldo III de Bélgica |                         |                         | Lilian Baels            | Lilian Baels            | Lilian Baels | Lilian Baels | Lilian Baels | Lilian Baels |             |             |                |                |                |                |                |                |               |               |                 |                 |                 |                 |                 |                 |         |         |  |  |  |  |  |  |  |  |
|                                              |                                              |                                              |                                              |                                              |                                              |  |  |                         |                         |                         |                         |                         |                         |                        |                        | Astrid de Suecia      | Astrid de Suecia      | Astrid de Suecia      | Astrid de Suecia      | Astrid de Suecia                     | Astrid de Suecia                     |                                      |                                      | Leopoldo III de Bélgica              | Leopoldo III de Bélgica              | Leopoldo III de Bélgica | Leopoldo III de Bélgica | Leopoldo III de Bélgica | Leopoldo III de Bélgica |                         |                         | Lilian Baels            | Lilian Baels            | Lilian Baels | Lilian Baels | Lilian Baels | Lilian Baels |             |             |                |                |                |                |                |                |               |               |                 |                 |                 |                 |                 |                 |         |         |  |  |  |  |  |  |  |  |
|                                              |                                              |                                              |                                              |                                              |                                              |  |  |                         |                         |                         |                         |                         |                         |                        |                        |                       |                       |                       |                       |                                      |                                      |                                      |                                      |                                      |                                      |                         |                         |                         |                         |                         |                         |                         |                         |              |              |              |              |             |             |                |                |                |                |                |                |               |               |                 |                 |                 |                 |                 |                 |         |         |  |  |  |  |  |  |  |  |
|                                              |                                              |                                              |                                              |                                              |                                              |  |  |                         |                         |                         |                         |                         |                         |                        |                        |                       |                       |                       |                       |                                      |                                      |                                      |                                      |                                      |                                      |                         |                         |                         |                         |                         |                         |                         |                         |              |              |              |              |             |             |                |                |                |                |                |                |               |               |                 |                 |                 |                 |                 |                 |         |         |  |  |  |  |  |  |  |  |
| Josefina Carlota, gran duquesa de Luxemburgo | Josefina Carlota, gran duquesa de Luxemburgo | Josefina Carlota, gran duquesa de Luxemburgo | Josefina Carlota, gran duquesa de Luxemburgo | Josefina Carlota, gran duquesa de Luxemburgo | Josefina Carlota, gran duquesa de Luxemburgo |  |  | Balduino I de Bélgica   | Balduino I de Bélgica   | Balduino I de Bélgica   | Balduino I de Bélgica   | Balduino I de Bélgica   | Balduino I de Bélgica   |                        |                        | Alberto II de Bélgica | Alberto II de Bélgica | Alberto II de Bélgica | Alberto II de Bélgica | Alberto II de Bélgica                | Alberto II de Bélgica                |                                      |                                      | Paola Ruffo di Calabria              | Paola Ruffo di Calabria              | Paola Ruffo di Calabria | Paola Ruffo di Calabria | Paola Ruffo di Calabria | Paola Ruffo di Calabria |                         |                         | Alejandro               | Alejandro               | Alejandro    | Alejandro    | Alejandro    | Alejandro    |             |             | María Cristina | María Cristina | María Cristina | María Cristina | María Cristina | María Cristina |               |               | María Esmeralda | María Esmeralda | María Esmeralda | María Esmeralda | María Esmeralda | María Esmeralda |         |         |  |  |  |  |  |  |  |  |
| Josefina Carlota, gran duquesa de Luxemburgo | Josefina Carlota, gran duquesa de Luxemburgo | Josefina Carlota, gran duquesa de Luxemburgo | Josefina Carlota, gran duquesa de Luxemburgo | Josefina Carlota, gran duquesa de Luxemburgo | Josefina Carlota, gran duquesa de Luxemburgo |  |  | Balduino I de Bélgica   | Balduino I de Bélgica   | Balduino I de Bélgica   | Balduino I de Bélgica   | Balduino I de Bélgica   | Balduino I de Bélgica   |                        |                        | Alberto II de Bélgica | Alberto II de Bélgica | Alberto II de Bélgica | Alberto II de Bélgica | Alberto II de Bélgica                | Alberto II de Bélgica                |                                      |                                      | Paola Ruffo di Calabria              | Paola Ruffo di Calabria              | Paola Ruffo di Calabria | Paola Ruffo di Calabria | Paola Ruffo di Calabria | Paola Ruffo di Calabria |                         |                         | Alejandro               | Alejandro               | Alejandro    | Alejandro    | Alejandro    | Alejandro    |             |             | María Cristina | María Cristina | María Cristina | María Cristina | María Cristina | María Cristina |               |               | María Esmeralda | María Esmeralda | María Esmeralda | María Esmeralda | María Esmeralda | María Esmeralda |         |         |  |  |  |  |  |  |  |  |
|                                              |                                              |                                              |                                              |                                              |                                              |  |  |                         |                         |                         |                         |                         |                         |                        |                        |                       |                       |                       |                       |                                      |                                      |                                      |                                      |                                      |                                      |                         |                         |                         |                         |                         |                         |                         |                         |              |              |              |              |             |             |                |                |                |                |                |                |               |               |                 |                 |                 |                 |                 |                 |         |         |  |  |  |  |  |  |  |  |
|                                              |                                              |                                              |                                              |                                              |                                              |  |  |                         |                         |                         |                         |                         |                         |                        |                        |                       |                       |                       |                       |                                      |                                      |                                      |                                      |                                      |                                      |                         |                         |                         |                         |                         |                         |                         |                         |              |              |              |              |             |             |                |                |                |                |                |                |               |               |                 |                 |                 |                 |                 |                 |         |         |  |  |  |  |  |  |  |  |
| Felipe de Bélgica (Rey actual)               | Felipe de Bélgica (Rey actual)               | Felipe de Bélgica (Rey actual)               | Felipe de Bélgica (Rey actual)               | Felipe de Bélgica (Rey actual)               | Felipe de Bélgica (Rey actual)               |  |  | Matilde d'Udekem d'Acoz | Matilde d'Udekem d'Acoz | Matilde d'Udekem d'Acoz | Matilde d'Udekem d'Acoz | Matilde d'Udekem d'Acoz | Matilde d'Udekem d'Acoz |                        |                        |                       |                       |                       |                       | Astrid, archiduquesa de Austria-Este | Astrid, archiduquesa de Austria-Este | Astrid, archiduquesa de Austria-Este | Astrid, archiduquesa de Austria-Este | Astrid, archiduquesa de Austria-Este | Astrid, archiduquesa de Austria-Este |                         |                         | Lorenzo de Austria-Este | Lorenzo de Austria-Este | Lorenzo de Austria-Este | Lorenzo de Austria-Este | Lorenzo de Austria-Este | Lorenzo de Austria-Este |              |              |              |              | Lorenzo     | Lorenzo     | Lorenzo        | Lorenzo        | Lorenzo        | Lorenzo        |                |                | Clara Coombs  | Clara Coombs  | Clara Coombs    | Clara Coombs    | Clara Coombs    | Clara Coombs    |                 |                 |         |         |  |  |  |  |  |  |  |  |
| Felipe de Bélgica (Rey actual)               | Felipe de Bélgica (Rey actual)               | Felipe de Bélgica (Rey actual)               | Felipe de Bélgica (Rey actual)               | Felipe de Bélgica (Rey actual)               | Felipe de Bélgica (Rey actual)               |  |  | Matilde d'Udekem d'Acoz | Matilde d'Udekem d'Acoz | Matilde d'Udekem d'Acoz | Matilde d'Udekem d'Acoz | Matilde d'Udekem d'Acoz | Matilde d'Udekem d'Acoz |                        |                        |                       |                       |                       |                       | Astrid, archiduquesa de Austria-Este | Astrid, archiduquesa de Austria-Este | Astrid, archiduquesa de Austria-Este | Astrid, archiduquesa de Austria-Este | Astrid, archiduquesa de Austria-Este | Astrid, archiduquesa de Austria-Este |                         |                         | Lorenzo de Austria-Este | Lorenzo de Austria-Este | Lorenzo de Austria-Este | Lorenzo de Austria-Este | Lorenzo de Austria-Este | Lorenzo de Austria-Este |              |              |              |              | Lorenzo     | Lorenzo     | Lorenzo        | Lorenzo        | Lorenzo        | Lorenzo        |                |                | Clara Coombs  | Clara Coombs  | Clara Coombs    | Clara Coombs    | Clara Coombs    | Clara Coombs    |                 |                 |         |         |  |  |  |  |  |  |  |  |
|                                              |                                              |                                              |                                              |                                              |                                              |  |  |                         |                         |                         |                         |                         |                         |                        |                        |                       |                       |                       |                       |                                      |                                      |                                      |                                      |                                      |                                      |                         |                         |                         |                         |                         |                         |                         |                         |              |              |              |              |             |             |                |                |                |                |                |                |               |               |                 |                 |                 |                 |                 |                 |         |         |  |  |  |  |  |  |  |  |
|                                              |                                              |                                              |                                              |                                              |                                              |  |  |                         |                         |                         |                         |                         |                         |                        |                        |                       |                       |                       |                       |                                      |                                      |                                      |                                      |                                      |                                      |                         |                         |                         |                         |                         |                         |                         |                         |              |              |              |              |             |             |                |                |                |                |                |                |               |               |                 |                 |                 |                 |                 |                 |         |         |  |  |  |  |  |  |  |  |
|                                              |                                              |                                              |                                              |                                              |                                              |  |  |                         |                         |                         |                         |                         |                         |                        |                        |                       |                       |                       |                       |                                      |                                      |                                      |                                      |                                      |                                      |                         |                         |                         |                         |                         |                         |                         |                         | Luisa        | Luisa        | Luisa        | Luisa        | Luisa       | Luisa       |                |                | Nicolás        | Nicolás        | Nicolás        | Nicolás        | Nicolás       | Nicolás       |                 |                 | Emérico         | Emérico         | Emérico         | Emérico         | Emérico | Emérico |  |  |  |  |  |  |  |  |
|                                              |                                              |                                              |                                              |                                              |                                              |  |  |                         |                         |                         |                         |                         |                         |                        |                        |                       |                       |                       |                       |                                      |                                      |                                      |                                      |                                      |                                      |                         |                         |                         |                         |                         |                         |                         |                         | Luisa        | Luisa        | Luisa        | Luisa        | Luisa       | Luisa       |                |                | Nicolás        | Nicolás        | Nicolás        | Nicolás        | Nicolás       | Nicolás       |                 |                 | Emérico         | Emérico         | Emérico         | Emérico         | Emérico | Emérico |  |  |  |  |  |  |  |  |
|                                              |                                              |                                              |                                              |                                              |                                              |  |  |                         |                         |                         |                         |                         |                         |                        |                        |                       |                       |                       |                       |                                      |                                      |                                      |                                      |                                      |                                      |                         |                         |                         |                         |                         |                         |                         |                         |              |              |              |              |             |             |                |                |                |                |                |                |               |               |                 |                 |                 |                 |                 |                 |         |         |  |  |  |  |  |  |  |  |
|                                              |                                              |                                              |                                              |                                              |                                              |  |  |                         |                         | Amadeo de Austria-Este  | Amadeo de Austria-Este  | Amadeo de Austria-Este  | Amadeo de Austria-Este  | Amadeo de Austria-Este | Amadeo de Austria-Este |                       |                       | María Laura           | María Laura           | María Laura                          | María Laura                          | María Laura                          | María Laura                          |                                      |                                      | Joaquín                 | Joaquín                 | Joaquín                 | Joaquín                 | Joaquín                 | Joaquín                 |                         |                         | Luisa María  | Luisa María  | Luisa María  | Luisa María  | Luisa María | Luisa María |                |                | Leticia María  | Leticia María  | Leticia María  | Leticia María  | Leticia María | Leticia María |                 |                 |                 |                 |                 |                 |         |         |  |  |  |  |  |  |  |  |
|                                              |                                              |                                              |                                              |                                              |                                              |  |  |                         |                         | Amadeo de Austria-Este  | Amadeo de Austria-Este  | Amadeo de Austria-Este  | Amadeo de Austria-Este  | Amadeo de Austria-Este | Amadeo de Austria-Este |                       |                       | María Laura           | María Laura           | María Laura                          | María Laura                          | María Laura                          | María Laura                          |                                      |                                      | Joaquín                 | Joaquín                 | Joaquín                 | Joaquín                 | Joaquín                 | Joaquín                 |                         |                         | Luisa María  | Luisa María  | Luisa María  | Luisa María  | Luisa María | Luisa María |                |                | Leticia María  | Leticia María  | Leticia María  | Leticia María  | Leticia María | Leticia María |                 |                 |                 |                 |                 |                 |         |         |  |  |  |  |  |  |  |  |
|                                              |                                              |                                              |                                              |                                              |                                              |  |  |                         |                         |                         |                         |                         |                         |                        |                        |                       |                       |                       |                       |                                      |                                      |                                      |                                      |                                      |                                      |                         |                         |                         |                         |                         |                         |                         |                         |              |              |              |              |             |             |                |                |                |                |                |                |               |               |                 |                 |                 |                 |                 |                 |         |         |  |  |  |  |  |  |  |  |
| Isabel, duquesa de Brabante                  | Isabel, duquesa de Brabante                  | Isabel, duquesa de Brabante                  | Isabel, duquesa de Brabante                  | Isabel, duquesa de Brabante                  | Isabel, duquesa de Brabante                  |  |  | Gabriel                 | Gabriel                 | Gabriel                 | Gabriel                 | Gabriel                 | Gabriel                 |                        |                        | Manuel                | Manuel                | Manuel                | Manuel                | Manuel                               | Manuel                               |                                      |                                      | Leonor                               | Leonor                               | Leonor                  | Leonor                  | Leonor                  | Leonor                  |                         |                         |                         |                         |              |              |              |              |             |             |                |                |                |                |                |                |               |               |                 |                 |                 |                 |                 |                 |         |         |  |  |  |  |  |  |  |  |

## Algunos miembros fallecidos
| MIEMBRO                       | PERFIL | FALLECIMIENTO            | EDAD |
| ----------------------------- | --- | ------------------------ | ---- |
| Gran duque Juan               | Gran duque de Luxemburgo. Nace en Berg, Luxemburgo el 5 de enero de 1921 y accede a la casa real belga tras su boda con la princesa Josefina Carlota el 9 de abril de 1953. | 23 de abril de 2019      | 98   |
| Reina Fabiola                 | Reina consorte de los belgas. Nace en Madrid, España el 11 de junio de 1928 y accede a la casa real belga tras su boda con el rey Balduino de Bélgica el 15 de diciembre de 1960. | 5 de diciembre de 2014   | 86   |
| Príncipe Alejandro            | Príncipe de Bélgica. Nace en Laeken, Bélgica el 18 de julio de 1942 siendo hijo del rey Leopoldo III y su segunda esposa la princesa Lilian. | 29 de noviembre de 2009  | 67   |
| Gran duquesa Josefina Carlota | Gran duquesa consorte de Luxemburgo. Nace en Bruselas, Bélgica el 11 de octubre de 1927 siendo hija del rey Leopoldo III y su primera esposa la reina consorte Astrid. Accede a la casa real luxemburguesa tras su boda con Juan el 9 de abril de 1953.                                                             | 10 de enero de 2005      | 77   |
| Princesa Lilian               | Princesa de Réthy. Nace en Londres, Reino Unido el 28 de noviembre de 1916 y accede a la casa real belga tras su boda con Leopoldo III el 11 de septiembre de 1941. | 7 de junio de 2002       | 85   |
| Reina María José              | Reina consorte de Italia y princesa de Bélgica. Nace en Ostende, Bélgica el 4 de agosto de 1906 siendo hija del rey Alberto I de los belgas y la reina consorte Isabel. Accede a la casa real italiana tras su boda con Humberto II de Italia en el 1930.                                                           | 27 de enero de 2001      | 94   |
| Rey Balduino                  | Rey de los belgas. Nace en Laeken, Bélgica el 7 de septiembre de 1930 y se convierte en rey desde la abdicación del su padre el rey Leopoldo III el 17 de julio de 1951 hasta su fallecimiento. | 31 de julio de 1993      | 62   |
| Rey Leopoldo III              | Rey de los belgas. Nace en Bruselas, Bélgica el 3 de noviembre de 1901 y se convierte en rey tras la muerte de su padre el rey Alberto I el 23 de febrero de 1934 hasta su abdicación el 16 de julio de 1951. | 25 de septiembre de 1983 | 81   |
| Rey Humberto II               | Rey de Italia. Nace en Racconigi, Reino de Italia el 15 de septiembre de 1904 siendo hijo del rey Víctor Manuel III y la reina consorte Elena. Accede a la casa real belga tras su boda con la princesa María José en el año 1930.                                                                                  | 18 de marzo de 1983      | 78   |
| Princesa Estefanía            | Princesa de Bélgica y archiduquesa heredera consorte de Austria. Nace en Laeken, Bélgica el 21 de mayo de 1864 siendo hija de rey Leopoldo II de los Belgas y la reina consorte María Enriqueta. Accede a la casa real austríaca tras su boda con el archiduque Rodolfo de Habsburgo quedando viuda en el año 1889. | 23 de agosto de 1945     | 81   |
| Reina Astrid                  | Reina consorte de los belgas. Nace en Estocolmo, Suecia el 17 de noviembre de 1905 siendo hija del príncipe Carlos de Suecia y de la princesa Ingeborg de Dinamarca. Accede a la casa real belga tras su boda con Leopoldo el 4 de noviembre de 1926.                                                               | 29 de agosto de 1935     | 29   |
| Emperatriz Carlota            | Emperatriz consorte de México. Nace en Bruselas, Bélgica el 7 de junio de 1840 siendo hija del rey Leopoldo I de los belgas y la reina consorte Luisa María. Es archiduquesa consorte de México por su matrimonio con Maximiliano I el 27 de julio de 1857.                                                         | 19 de enero de 1927      | 86   |
| Archiduque Rodolfo            | Archiduque heredero de Austria. Nace en Laxenburg, Imperio austríaco el 21 de agosto de 1858 siendo hijo del emperador Francisco José I y la emperatriz Isabel. Accede a la casa real belga tras su boda con la princesa Estefanía en 1880.                                                                         | 30 de enero de 1889      | 30   |

## Consortes reales
| CONSORTE                   | PERFIL                                                                       |
| -------------------------- | ---------------------------------------------------------------------------- |
| Carlota Augusta de Gales   | Primera esposa del rey Leopoldo I nacida en Londres, Reino Unido             |
| Luisa María de Orleans     | Segunda esposa del rey Leopoldo I nacida en Palermo, Italia                  |
| María Enriqueta de Austria | Esposa del rey Leopoldo II nacida en Pest, Imperio austríaco                 |
| Isabel Gabriela de Baviera | Esposa del rey Alberto I nacida en Pöcking, Reino de Baviera, Imperio alemán |
| Astrid de Suecia           | Primera esposa del rey Leopoldo III nacida en Estocolmo, Suecia              |
| Lilian Baels               | Segunda esposa del rey Leopoldo III nacida en Londres, Reino Unido           |
| Fabiola de Mora y Aragón   | Esposa del rey Balduino nacida en Madrid, España                             |
| Paola Ruffo di Calabria    | Espasa del rey Alberto II nacida en Forte dei Marmi, Italia                  |
| Mathilde d'Udekem d'Acoz   | Esposa del rey Felipe nacida en Uccle, Bélgica                               |